# ウラシル-5-カルボン酸デカルボキシラーゼ
ウラシル-5-カルボン酸デカルボキシラーゼ(Uracil-5-carboxylate decarboxylase、EC 4.1.1.66)は、以下の化学反応を触媒する酵素である。
ウラシル-5-カルボン酸 {\displaystyle \rightleftharpoons } ウラシル + CO2
従って、この酵素の基質は、ウラシル-5-カルボン酸のみ、生成物は、ウラシルと二酸化炭素の2つである。
この酵素はリアーゼ、特に炭素-炭素結合を切断するカルボキシリアーゼに分類される。系統名は、ウラシル-5-カルボン酸 カルボキシリアーゼ (ウラシル形成)(uracil-5-carboxylate carboxy-lyase (uracil-forming))である。他に、uracil-5-carboxylic acid decarboxylase、uracil-5-carboxylate carboxy-lyase等とも呼ばれる。